# Gle Lhok Seumira
Gle Lhok Seumira är en kulle i Indonesien.   Den ligger i provinsen Aceh, i den västra delen av landet, 1 800 km nordväst om huvudstaden Jakarta. Toppen på Gle Lhok Seumira är 266 meter över havet.
Terrängen runt Gle Lhok Seumira är kuperad åt nordost, men åt sydväst är den platt. Runt Gle Lhok Seumira är det ganska glesbefolkat, med 22 invånare per kvadratkilometer. Närmaste större samhälle är Banda Aceh, 14,8 km väster om Gle Lhok Seumira. Omgivningarna runt Gle Lhok Seumira är en mosaik av jordbruksmark och naturlig växtlighet.